# Regensburger Strudel
Als Regensburger Strudel werden die durch die ersten südlichen Pfeiler der Steinernen Brücke in Regensburg verursachten Stromschnellen der Donau bezeichnet, die sich mit je nach Wasserführung starker Wirbelbildung im Südarm des Flusses ausbilden können. Das geschieht nur wenig unterhalb (stromabwärts) der durch breite Beschlächte eingefassten südlichen Brückenpfeiler.

## Geschichte
Durch den Bau (1135–1146) der Steinernen Brücke über die Donau wurde eine für Jahrhunderte sehr bedeutsame Landverbindung wichtiger Nord-Süd-Handelswege geschaffen. Für den Schiffsverkehr auf der Donau war die Brücke jedoch ein Hindernis. Solange der überregionale Ost-West-Transport auf der Donau nur gering war, blieb dieser Nachteil ohne Belang. Für den innerstädtischen Ost-West-Wassertransport von Salz, das auf der Donau von Wien angeliefert wurde, und von  Holz, das im Osten der Stadt über den Regen angeliefert wurde, war der Strudel aber sehr lästig. Man löste das innerstädtische Transportproblem durch den Bau des Wiedfangkanals. Dieser Kanal zweigte östlich vom Brückenkopf der Steinernen Brücke, also östlich der Strudel von der Donau ab und verlief dann unter dem ersten Brückenbogen der Steinernen Brücke, heute unter dem Aufgang zur Steinernen Brücke, und erreichte dann ein damals der Steinernen Brücke westlich benachbartes, kleines, vertieftes mittelalterliches Hafenbecken, den sogenannten Wiedfang, heute: Standort eines Brunnens, wo man bequem entladen konnte.

## Donaustrudel

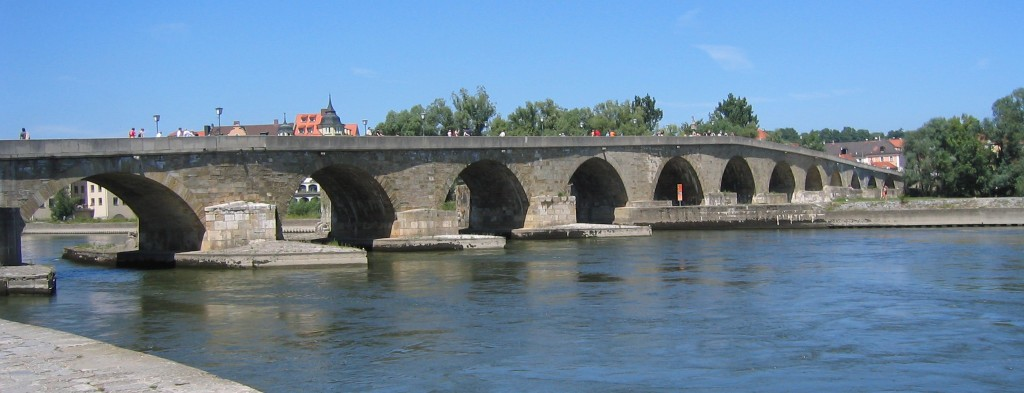
Die Steinerne Brücke

Durch die 16 Pfeiler und Bögen (heute 14 sichtbar) der Steinernen Brücke wird der Fließquerschnitt der Donau erheblich eingeschränkt. Die von stromaufwärts auf die Brücke zuströmenden Wassermassen müssen sich zwischen den Pfeilern durchdrücken. Es entsteht der Pfeilerstau, der Wasserstand steigt und die Fließgeschwindigkeit des Donauwassers erhöht sich erheblich. Direkt hinter (stromabwärts) den Brückenpfeilern entstehen dadurch starke Wirbel (Strudel) mit erheblicher Wassertiefe.
Der Wasserstand vor den Pfeilern (Oberwasser) war bis zum Bau der Schleuse Geisling 1988 etwa 0,7 m höher als der Wasserstand unterhalb der Pfeiler (Unterwasser). Heute beträgt die Differenz etwa 0,3 m. Bei Hochwasser kann der Unterschied mehr als 1,0 m betragen.
Die Fließgeschwindigkeit in dem südlichen, direkt an der Stadt gelegenen ersten Joch mit nur 7,4 m Durchfahrtsbreite betrug bis zu 14,5 km/h, nach dem Bau der Schleuse Geisling etwa 10,0 km/h.
Die etwa 30 m unterhalb der Pfeiler entstehenden Wirbel bzw. Strudel sind aufgrund der hohen Fließgeschwindigkeit sehr stark. Sie graben sich wirbelförmig in die Tiefe, tragen die Flusssohle ab und bilden dadurch Kolke von sieben bis acht Meter Tiefe. Schwimmer werden durch den Strudel in die Tiefe gezogen und sind dadurch stark gefährdet. Schiffe werden bei der Passage von der quer zur Flussrichtung wirkenden Querströmung heftig erfasst, können querschlagen und auch kentern.

## Schifffahrt

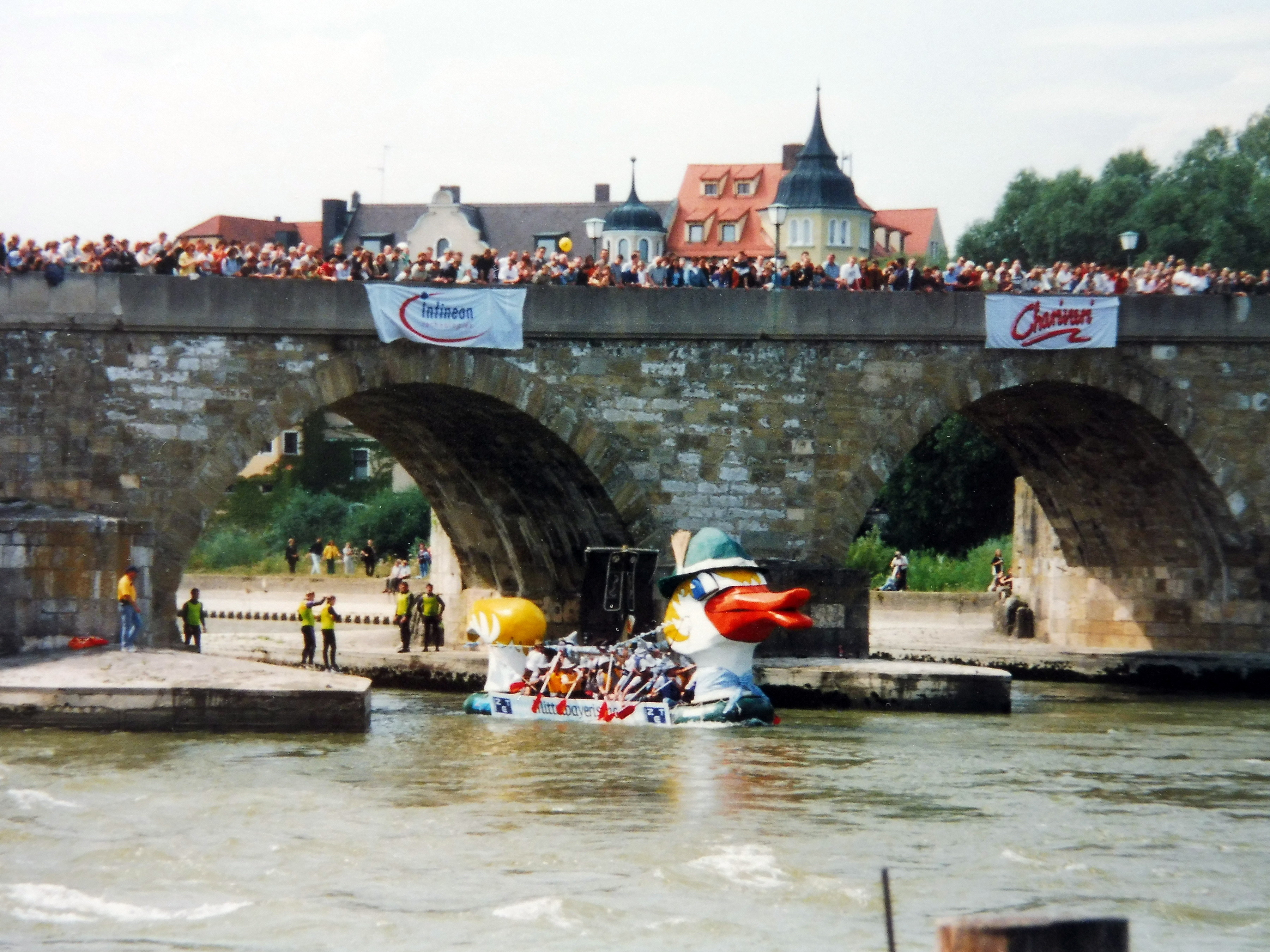
Strudelrennen während des Festes der Bayern am 22. Juli 2000

Zu Zeiten der Ruderschifffahrt, also antriebsloser Schiffe, fuhren die Talfahrer mit der Strömung, die Bergfahrer wurden getreidelt. Die sehr starke Strömung und die heftigen Strudel an der Steinernen Brücke waren ein extremes Hindernis. Talfahrer mussten ihre Schiffe mit am Bug und Heck befestigten Rudern in der Strömung waghalsig und mit äußerstem Geschick durch die Brückenjoche und die dahinter liegenden Strudel navigieren. Zu Berg gehende, getreidelte Schiffe benötigten zusätzliche Pferde und wurden teilweise auch umgeladen.
Deshalb wurde 1559 oberhalb der Brücke eine Seilwinde gebaut, mit der Schiffe bergauf geschleppt werden konnten. 1883 wurde diese wegen Baufälligkeit abgerissen. Bergauf bedeutet, dass die Schiffe tatsächlich etwa 0,7 m vom Unterwasser zum Oberwasser gegen starke Strömung heraufgezogen werden mussten. Die ersten Dampf- und Motorschiffe waren schwach motorisiert und konnten die Passage bergauf gegen die starke Donauströmung unterhalb der Steinernen Brücke und durch die Brücke nicht bewältigen. Mit der Eröffnung des Ludwig-Donau-Main-Kanals 1845 nahm der Schiffsverkehr mit eher kleinen Lastschiffen zu. Einem Pressebericht von 1911 ist zu entnehmen, dass Schiffe oberhalb der Steinernen Brücke ihre Ladung löschten und bergauf umkehrten.
Nach langer Vorbereitung unter Einbeziehung der Überlegung, die Brücke abzureißen, wurde 1914 zur Erleichterung der Schifffahrt im Brückenbereich eine elektrische Durchzugsanlage gebaut. Die Länge der Schleppstrecke betrug von der Wurstküche bis etwas oberhalb des Windenhäuschens 150 bis 170 Meter, die Länge der Schleppleine 270 m.
Talfahrer konnten die Schleppvorrichtung als Bremse nutzen. 1964 wurde der Betrieb eingestellt. Ausreichend motorisierte Schiffe konnten die Passage bewältigen, allerdings war der Schiffsverkehr nur mäßig.
Mit dem Bau des Main-Donau-Kanals musste eine Passage für die weitaus größere Schiffe ermöglicht werden. Dazu wurde eine 1978 fertiggestellte, nördlich der Stadt gelegene Umgehung des Donauhauptstromes zum  Regensburger Europakanal ausgebaut.
Von Ende der 1990er bis in die 2010er Jahre fanden in Regensburg die Strudelrennen statt. Dabei versuchten die Teilnehmer, in selbst gebauten, phantasievoll gestalteten Gefährten den Strudel unter der Steinernen Brücke unbeschadet zu überwinden.

## Lied

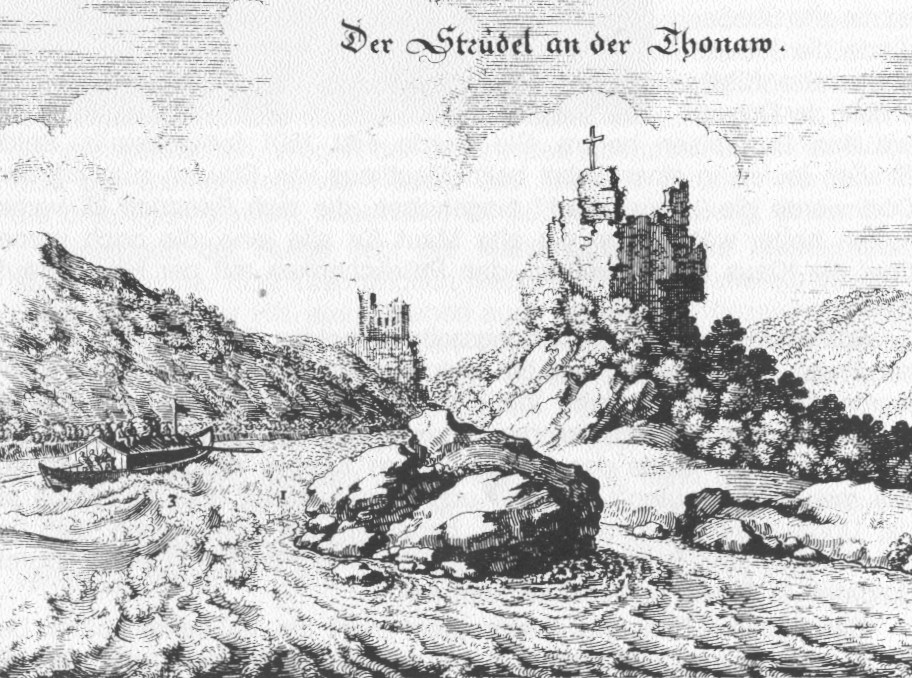
Strudel an der Thonaw von M. Merian

Das bekannte Lied Als wir jüngst in Regensburg waren bezog sich ursprünglich nicht auf den Donaustrudel in Regensburg. Das in Regensburg erstmals 1843 belegte Lied stammt vermutlich aus Österreich um 1750. Nach den Türkenkriegen Ende des 17. Jahrhunderts siedelten sich Kolonisten, vorwiegend aus Süddeutschland, in den entvölkerten Gebieten der unteren Donau an. Die Donau war ein vorzüglicher Transportweg. Der gefürchtete Strudel liegt unterhalb von Grein im Strudengau.

## Trivia
- Donaustrudel bezeichnet vielfältig in Regensburg angebotene Teigwaren, z. B. Bio-Teig, Blätterteig, Pizzateig.
- Donaustrudl ist ein Bücherprojekt in Regensburg zur Wiederverwendung gebrauchter Bücher.